# Lake City (Seattle)
Pour les articles homonymes, voir Lake City.
Lake City est une zone de la ville de Seattle, dans l'État de Washington aux États-Unis.
Elle est divisée en quartiers : Cedar Park, Matthews Beach, Meadowbrook, Olympic Hills et Victory Heights.